# 田畑駅
田畑駅（たばたえき）は、長野県上伊那郡南箕輪村田畑にある、東海旅客鉄道（JR東海）飯田線の駅である。

## 歴史
- 1911年（明治44年）11月3日：伊那電車軌道（1919年に伊那電気鉄道へ改称）御園（現存せず） - 木ノ下間延伸時に田畑停留場（たはたていりゅうじょう）として開設[1][2]。旅客駅[2]。
- 1912年（明治45年）1月4日：伊那電車軌道が御園停留場から、現在の隣駅である伊那北駅まで延伸。
- 1923年（大正12年）
  - 3月16日：軌道線改修に伴い田畑停留場廃止[1][2]。
  - 12月1日：田畑停留場再開設[1][2]。
- 1943年（昭和18年）8月1日：伊那電気鉄道線が飯田線の一部として国有化、鉄道省（後の日本国有鉄道）が継承[2]。同時に田畑駅に昇格[2]。
  - 当時は、東海道本線浜松 - 名古屋間の各駅や飯田線の各駅、中央本線上諏訪 - 塩尻間の各駅、松本駅を発着する旅客のみ利用出来た[2]。
- 1954年（昭和29年）12月1日：東京都区内の各駅や長野駅を発着する旅客も利用可能となる[2]。
- 1959年（昭和34年）10月1日：「たばたえき」に呼称変更[1][2]。
- 1970年（昭和45年）4月1日：旅客発着駅制限廃止[2][3]。同時に無人駅化[4]。
- 1987年（昭和62年）4月1日：国鉄分割民営化に伴い、JR東海の駅となる[2][5]。

## 駅構造
単式ホーム1面1線を有する地上駅。ホームは本線の西側にある。駅はカーブ区間に設置されているため、車両とホームの間に隙間が開く。
伊那市駅管理の無人駅で、駅舎は無いがホーム上に待合所がある。東側に県道489号がすぐ横を通っているが、ホームが西側のため県道489号には接しておらず、もし県道489号に出る場合、一般道路で大回りして行く必要がある。

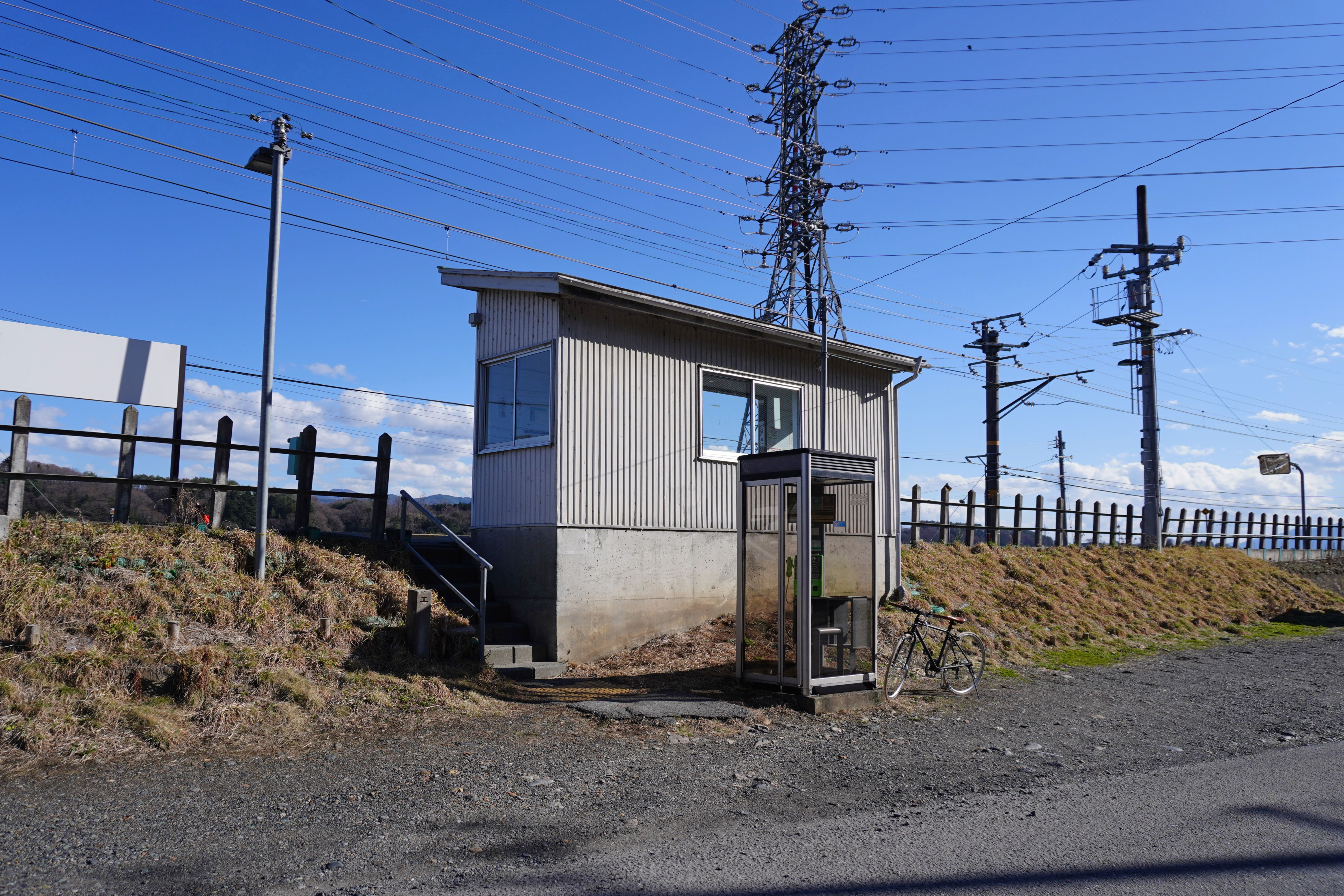
駅出入口（2023年3月）

## 利用状況
「長野県統計書」によると、1日平均乗車人員は以下の通り。
- 2007年度 - 137人[1]
- 2009年度 - 134人[1]
- 2010年度 - 132人
- 2011年度 - 138人
- 2012年度 - 140人
- 2013年度 - 140人
- 2014年度 - 137人
- 2015年度 - 153人
- 2016年度 - 166人[6]
- 2017年度 - 156人[7]
- 2018年度 - 159人[8]

## 駅周辺
天竜川が駅の東側50mを流れており、その河岸段丘の段丘崖が西側に路線に沿って存在する。段丘崖の下には湧水が出ることが多いがここもその例に漏れず、付近に湧水「不死清水（しんずらしみず）」がある。天竜川との距離が近いために市街は主に一段上の段丘面に発達しており、駅付近には民家が少ない。
- 上伊那圏域障害者総合支援センター「きらりあ」（段丘上の国道153号沿いに所在する）

### バス路線
- まっくんバス（南箕輪村巡回バス）南コース：伊那中央病院・伊那インター前・大芝高原・村役場方面

## 隣の駅
東海旅客鉄道（JR東海）
CD 飯田線
■快速（下りの「みすず」のみ停車）・■普通
伊那北駅 - 田畑駅 - 北殿駅
※1923年まで、伊那北駅 - 当駅間に山寺停留場、御園停留場、神子柴停留場、当駅 - 北殿駅間に南殿停留場が存在した。